# Procida
Prócida es un municipio italiano localizado en la ciudad metropolitana de Nápoles, región de Campania. Cuenta con 10.596 habitantes en 4,26 km².
El territorio municipal abarca íntegramente la isla de Prócida y el vecino islote de Vivara (0,4 km²), dos islas del golfo de Nápoles pertenecientes al grupo de las islas Flégreas.
Su economía se basa principalmente en el cultivo de cítricos (mayoritariamente limones, y el licor conocido como limoncello), la pesca y el turismo. Los principales núcleos urbanos se centran en la costa este en Corricella, y el puerto mayor en el norte (Marina Grande) a donde llegan los barcos procedentes de la costa de Nápoles.

## Geografía

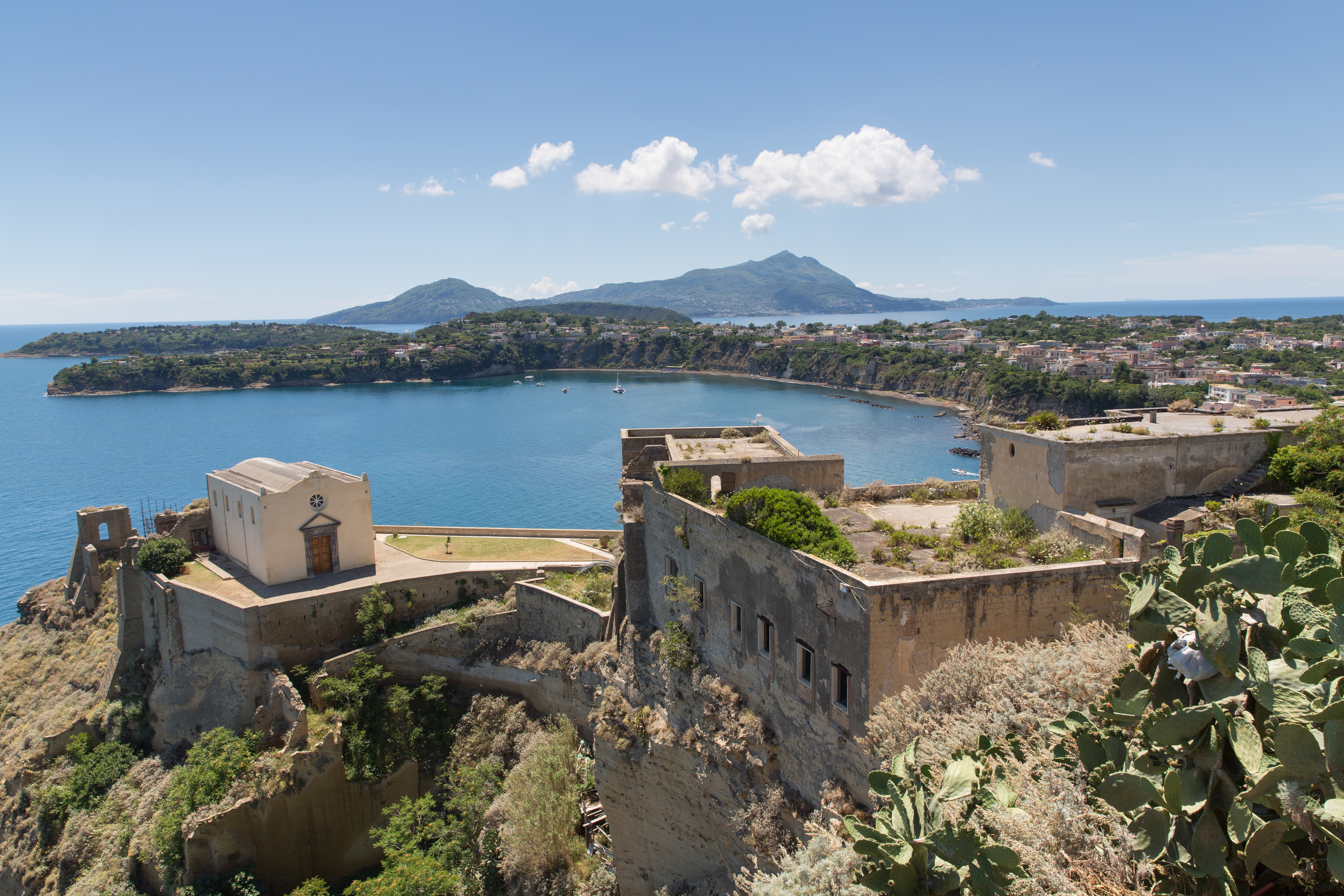
Terra Murata.

La isla de Prócida tiene una superficie de 3,7 km², con un perímetro de unos 16 km, enormemente recortado, y está situada a una distancia mínima de 3,4 km de tierra firme, separada por el canal de Prócida.
El punto más elevado de la isla es la colina de Terra Murata (91 m), en la que se sitúa un núcleo fortificado de origen medieval.
En su línea costera, en la que se alternan zonas bajas arenosas y acantilados, se distinguen diversas bahías y promontorios, así como tres pequeños puertos en la parte septentrional, oriental y meridional de la isla.
Tradicionalmente, se distinguen nueve zonas o barrios llamados grancìe: Terra Murata (el núcleo antiguo), Corricella (pintoresco puerto pesquero), Sent'cò, con el puerto comercial de Marina Grande, San Leonardo, Santissima Annunziata, Sant'Antuono, Sant'Antonio y Chiaiolella (puerto turístico situado en la parte meridional de la isla).

### Formación de la isla

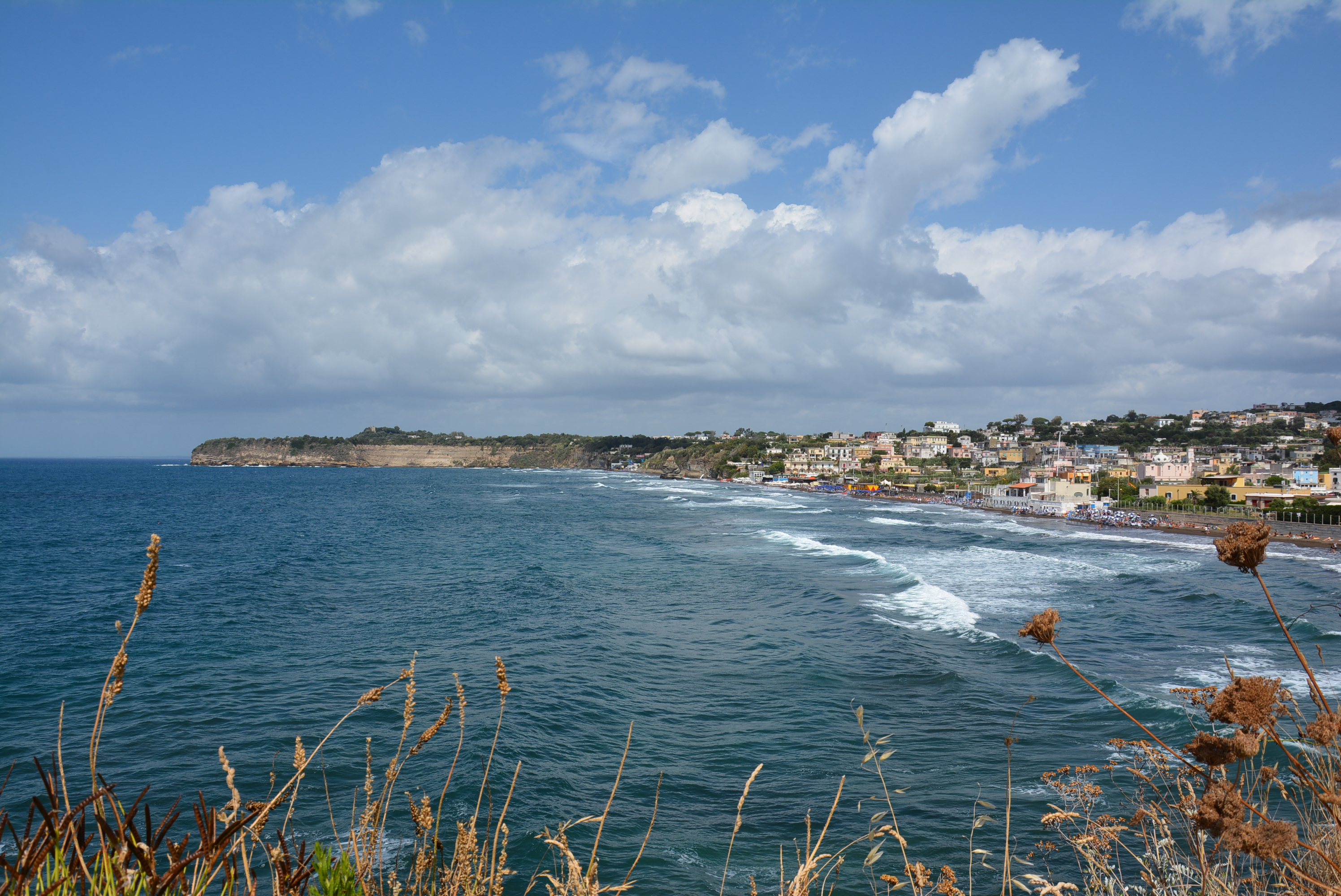
Chiaiolella.

Desde un punto de vista geológico, la isla es completamente de origen volcánico, al haber surgido a causa de las erupciones de al menos cuatro volcanes diferentes que habrían tenido lugar hace entre 55.000 y 17.000 años), volcanes que actualmente están totalmente apagados y en gran parte sumergidos bajo el mar.
Por su morfología y formación geológica, la isla de Prócida es muy similar a la zona de los Campos Flégreos, de la que forma parte geológicamente hablando.
En efecto, la isla está formada principalmente de toba amarilla y, en menor parte, toba gris, con trazas de materiales volcánicos de tipo basáltico.
En la antigüedad (y seguramente en época romana) la isla estaba unida por un estrecho acantilado al vecino islote de Vivara. Más controvertida es la hipótesis según la cual en época prehistórica habría estado unida a Monte di Prócida, la zona cercana en la parte continental, o incluso con la isla de Isquia.

## Historia

### Antigüedad

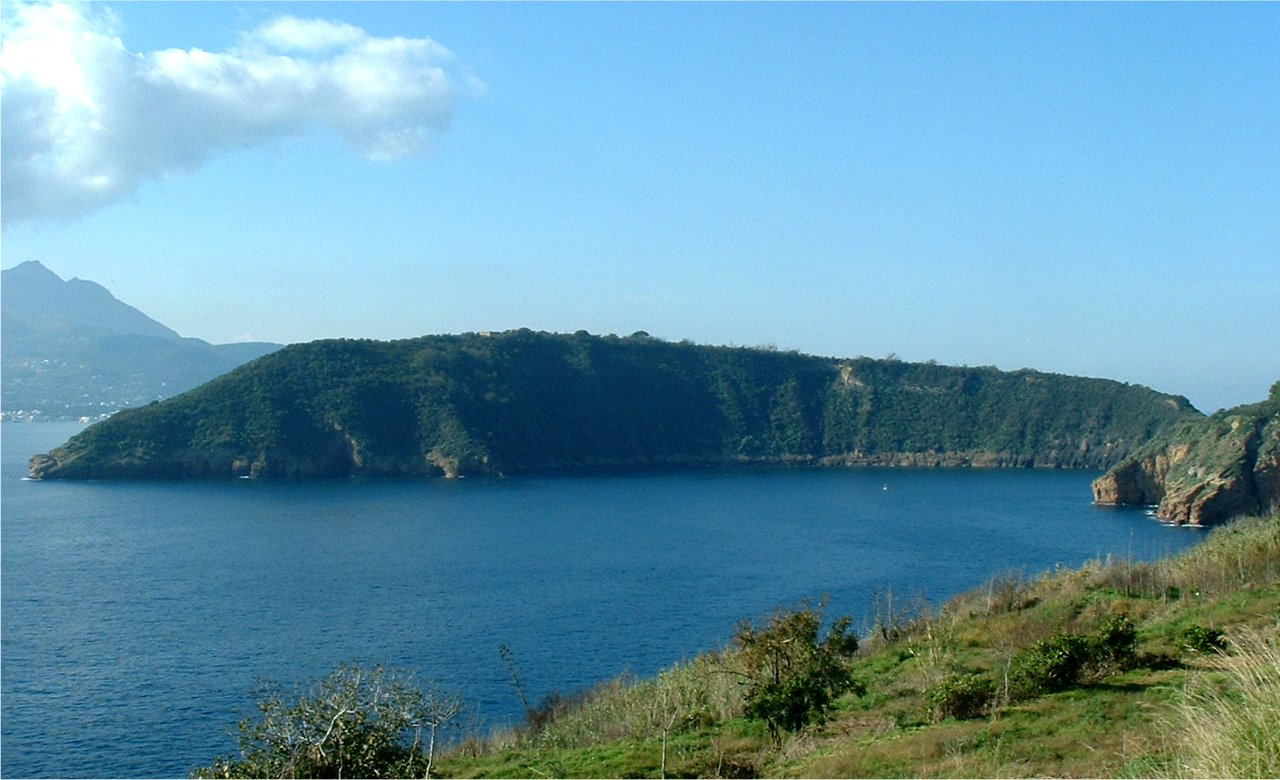
El islote de Vivara.

Recientes hallazgos arqueológicos en el islote de Vivara dan a entender que la isla estaba ya habitada en torno a los siglos XVI - siglo XV a. C., probablemente por colonos micénicos.  
Seguramente, hacia el siglo VIII a. C., Prócida estuvo habitada por colonos calcídicos provenientes de la isla de Eubea, y, posteriormente, por pobladores griegos de Cumas, cuya presencia está atestiguada por diversos hallazgos arqueológicos, así como por diversos topónimos de la isla.
Durante la dominación romana, Prócida debió de contar con diversas villas y asentamientos dispersos, sin que aparentemente hubiese un verdadero núcleo habitado; más bien parece que la isla fue probablemente lugar de esparcimiento para familias patricias así como de cultivo de la vid. Prócida aparece mencionada en la tercera de las Sátiras de Juvenal como un lugar adecuado para una estancia solitaria y tranquila.

### Edad Media
Tras la caída del Imperio romano de Occidente, la isla sufrió diversas devastaciones causadas por vándalos y godos; en cambio, no cayó en manos de los longobardos, al permanecer bajo la jurisdicción del duque bizantino (más adelante, autónomo) de Nápoles, dentro del Condado de Miseno.
En esta época, la composición demográfica de la isla empezó a cambiar radicalmente, al convertirse en refugio de poblaciones que huían de las devastaciones provocadas primero por la invasión longobarda y, más adelante, por las incursiones de los piratas sarracenos. Parece ser que la isla acogió en particular a los pobladores del puerto de Miseno, destruido por los sarracenos en 850. No obstante, un documento fechable entre 592 y 602 referente a un tributo en vino permite intuir que ya en aquella época existiese en la isla algún asentamiento estable.

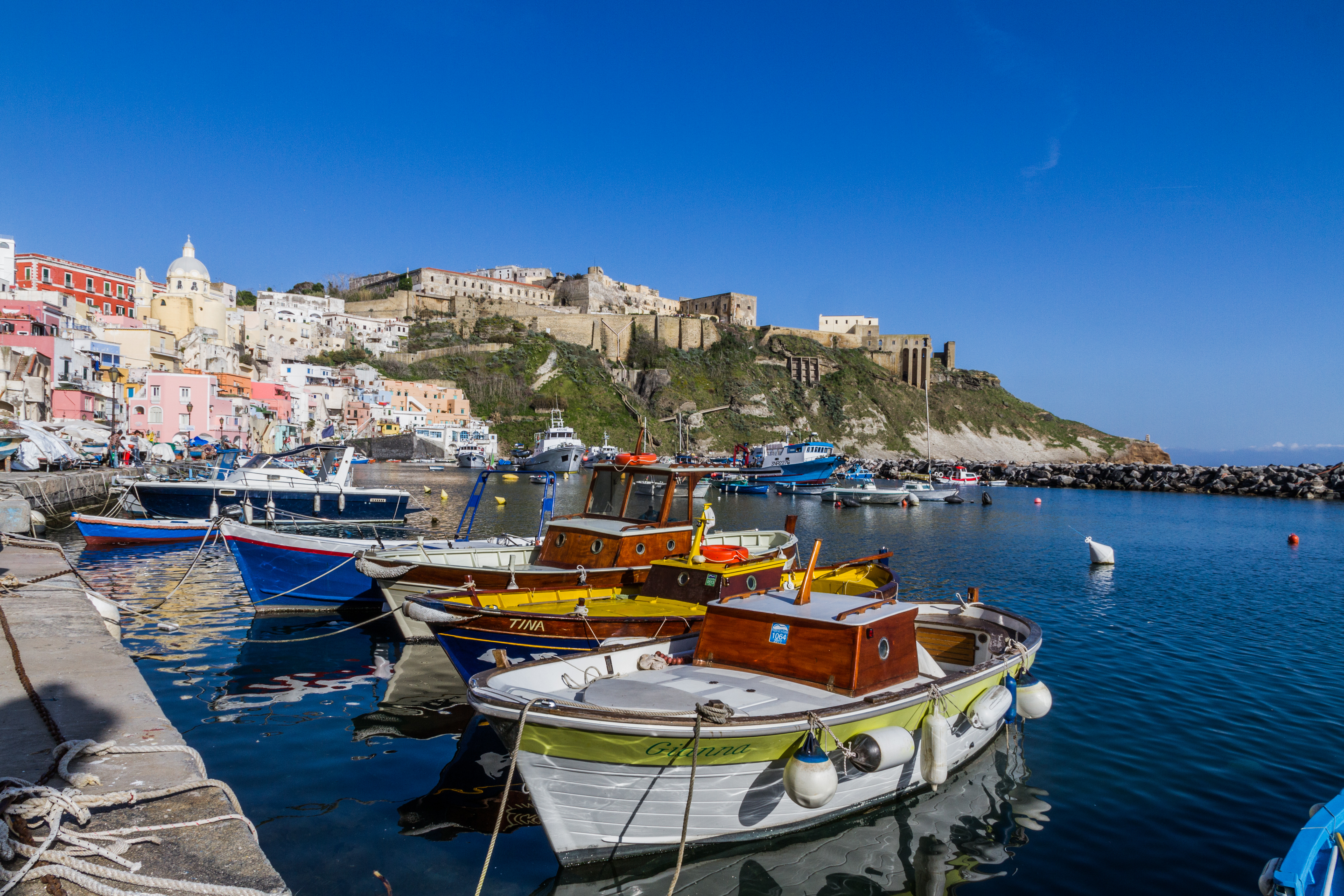
Corricella con Torre Murata al fondo.

También cambió radicalmente el propio aspecto de la isla, que pasó de los típicos asentamientos dispersos de época romana a contar con un núcleo fortificado típico de la edad medieval. La población se refugió en el promontorio de la "Tierra", protegido por acantilados a pico sobre el mar y fortificado en diversas ocasiones, y que de esa manera cambió su nombre al actual "Terra Murata".
Con la conquista normanda del sur de Italia, Prócida conoció también el dominio feudal; la isla, junto con una parte de tierra firme (la zona llamada "Monte di Miseno" y más adelante "Monte de Prócida), pasó a pertenecer durante dos siglos a la familia Da Procida, de origen salernitano, que tomó el nombre de la isla. El miembro más destacado de esta familia fue seguramente Giovanni da Procida, tercero con este nombre, que fue consejero de Federico II Hohenstaufen y promotor de la revuelta de las Vísperas sicilianas.
Durante los conflictos de las Vísperas sicilianas, la isla estuvo controlada durante 14 años por la flota del rey aragonés de Sicilia, desde 1286 hasta 1299, aunque sufrió diversos asedios por parte de los angevinos de Nápoles, quienes finalmente consiguieron hacerse con la isla cuando, tras la muerte de Juan de Prócida, su segundo hijo, Tommaso da Procida, se pasó al campo angevino.

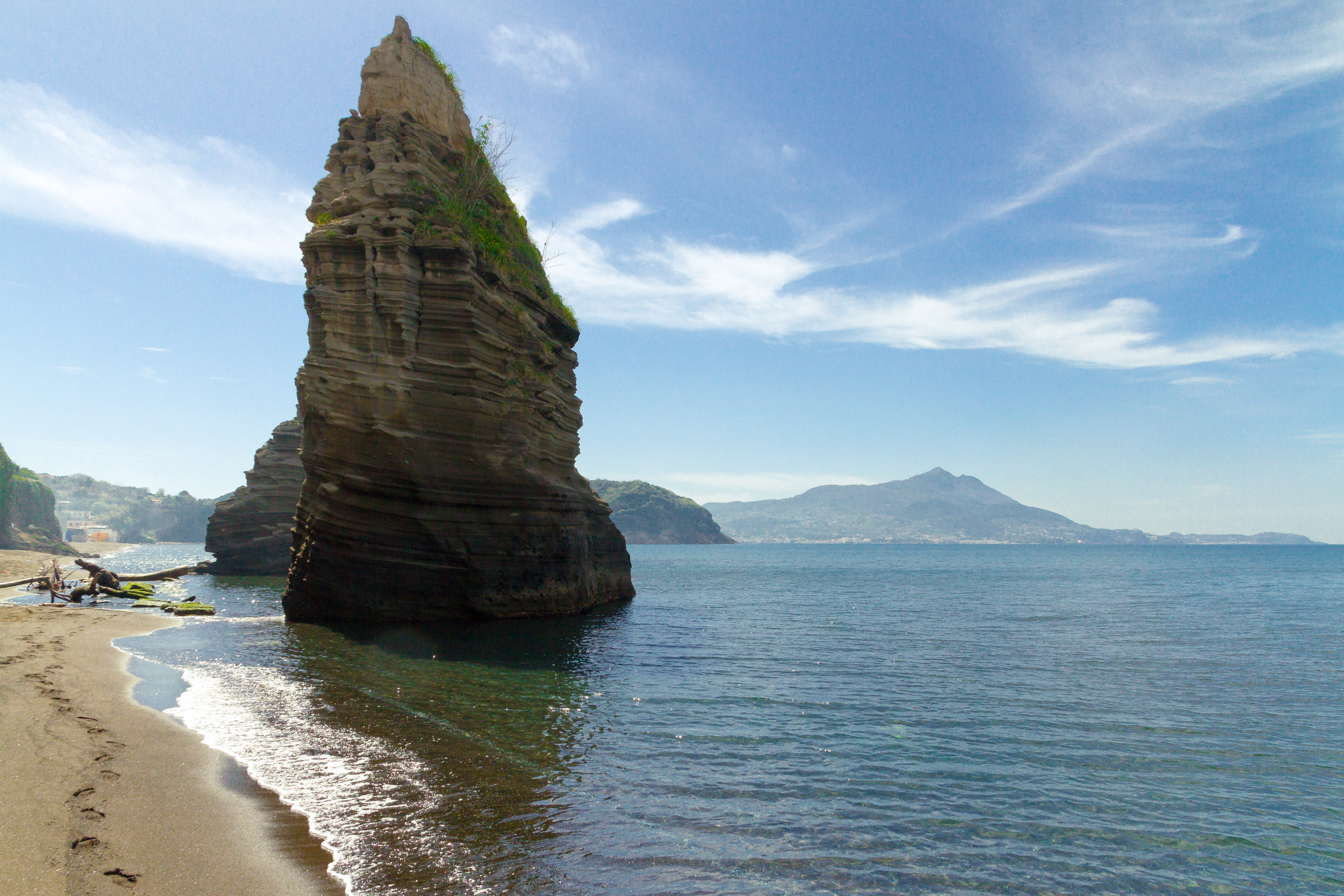
Playa de Ciraccio con los faraglioni

En 1339, sin embargo, el último descendiente de los Da Procida vendió el feudo (con la isla de Isquia) a la familia de los Coscia o Cossa, de origen francés, fiel a la dinastía de los Anjou que a la época reinaba en Nápoles. El miembro más destacable de dicha familia fue Baldassarre Cossa, elegido antipapa en 1410 con el nombre (ignorado en la historiografía vaticana) de Juan XXIII.
En esta época, la economía de la isla estaba ligada mayormente a la agricultura, con un suave incremento de las actividades relacionadas con la pesca.

## Bibliografía (en italiano)

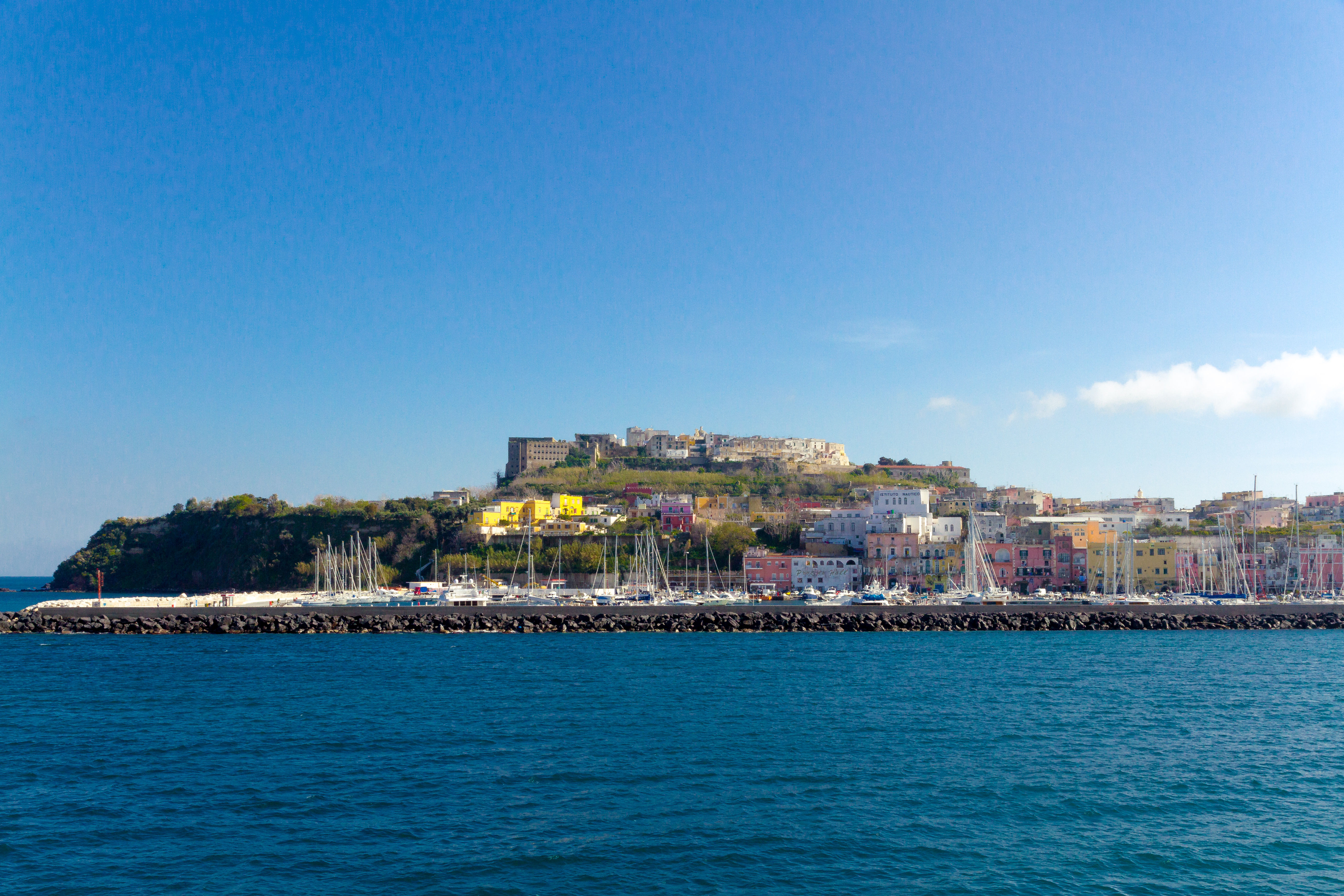
Marina Grande

## Demografía
| Gráfica de evolución demográfica de Procida entre 1861 y 2011 |
|                                                               |
| Fuente ISTAT - elaboración gráfica de Wikipedia               |